# Edouard Mathos
Edouard Mathos (* 28. Juni 1948 in Bossangoa; † 28. April 2017) war ein zentralafrikanischer Geistlicher und römisch-katholischer Bischof von Bambari.

## Leben
Edouard Mathos empfing nach seiner theologischen Ausbildung am 19. Juni 1977 in Bossangoa die Priesterweihe.
Papst Johannes Paul II. ernannte ihn am 28. August 1987 zum Weihbischof in Bossangoa und Titularbischof von Giufi. Die Bischofsweihe spendete ihm der Kardinalpräfekt der Kongregation für die Evangelisierung der Völker, Jozef Tomko, am 10. Januar des nächsten Jahres; Mitkonsekratoren waren Joachim N’Dayen, Erzbischof von Bangui, und Sergio Adolfo Govi OFMCap, Bischof von Bossangoa.
Am 26. Januar 1991 wurde er zum Weihbischof in Bangui ernannt. Am 6. November 2004 ernannte ihn Johannes Paul II. zum Bischof von Bambari. Dieses Amt hatte er bis zu seinem Tode am 28. April 2017 inne.